# Bougoutoub Djinoubor
Pour les articles homonymes, voir Bougoutoub.
Bougoutoub Djinoubor est un village du Sénégal situé en Basse-Casamance. Il fait partie de la communauté rurale d'Oulampane, dans l'arrondissement de Sindian, le département de Bignona et la région de Ziguinchor.
Lors du dernier recensement (2002), la localité comptait 267 habitants et 36 ménages.